# Tick, Tick... Boom!
Tick, Tick... Boom! (estilizado como tick, tick ... BOOM!) es una película de drama musical estadounidense dirigida por Lin-Manuel Miranda en su debut como director, a partir de un guion de Steven Levenson, basado en el musical semiautobiográfico del mismo nombre de Jonathan Larson. La película está protagonizada por Andrew Garfield, Alexandra Shipp, Robin de Jesús, Joshua Henry, Judith Light y Vanessa Hudgens. 
Tick, Tick ... ¡Boom! tuvo su estreno mundial en el AFI Fest el 10 de noviembre de 2021 y comenzó un estreno limitado en cines dos días después, antes de transmitirse en Netflix el 19 de noviembre. La película fue bien recibida por los críticos por la actuación de Garfield y la dirección de Miranda, fue nombrada una de las mejores películas de 2021 por el American Film Institute, y fue nominada por Mejor película - Comedia o musical en la 79.ª edición de los Premios Globos de Oro, y Mejor película en la 27.ª edición de los Premios de la Crítica Cinematográfica. Por su interpretación, Garfield ganó numerosos premios, incluyendo el Globo de Oro al mejor actor - Comedia o musical, así como una nominación Óscar al mejor actor.

## Argumento
Un aspirante a compositor de obras teatrales cercano a cumplir 30 años se enfrenta a la ansiedad y a la frustración al no sentirse cerca de alcanzar su sueño, y se pregunta si este realmente merece la pena.

## Reparto
- Andrew Garfield como Jonathan Larson
- Alexandra Shipp como Susan
- Robin de Jesús como Michael
- Joshua Henry como Roger
- Judith Light como Rosa Stevens
- Vanessa Hudgens como Karessa Johnson
- Bradley Whitford como Stephen Sondheim
- Joanna P. Adler como Molly
- Noah Robbins como Simon
- Ben Levi Ross como Freddy
- Beth Malone como ella misma
- Joel Grey como Allen Larson
- Richard Kind como Walter Bloom
- Mj Rodriguez como Carolyn
- Kate Rockwell como Lauren
- Utkarsh Ambudkar como Todd

## Producción

### Desarrollo
En julio de 2018 se anunció que Lin-Manuel Miranda haría su debut como director con la adaptación musical, con Imagine Entertainment y Julie Oh produciendo junto con  Steven Levenson de Dear Evan Hansen escribiendo el guion.
En junio de 2019, Netflix había adquirido la película, y Andrew Garfield era la primera opción para protagonizar. Se confirmaría que protagonizaría en octubre con Alexandra Shipp, Vanessa Hudgens y Robin de Jesús se unirían en noviembre. Joshua Henry, Judith Light y Bradley Whitford se unirían en enero de 2020.
En enero de 2020, también se anunció que el coreógrafo Ryan Heffington estaría trabajando en la película.

### Rodaje
El rodaje comenzó en marzo de 2020. En abril de 2020, el rodaje se interrumpió debido a la pandemia del COVID-19. La producción reanudó en octubre de 2020. El rodaje concluyó en noviembre de 2020.

## Música
La banda sonora de Tick, Tick... Boom!" fue lanzada para streaming/digital el 12 de noviembre de 2021, por Masterworks Broadway el mismo día del estreno en cines de la película. El 3 de diciembre de 2021 está prevista la publicación de un CD físico. Todas las canciones de Jonathan Larson en la película fueron producidas por Alex Lacamoire, Bill Sherman, y Kurt Crowley (que hace un cameo en la película como pianista de ensayo de Superbia, Francis).  Las canciones fueron mezcladas por Greg Wells, y la música supervisada por Steven Gizicki. "30/90" fue lanzado vía streaming el 5 de octubre de 2021. ¡"Louder Than Words" también se lanzó como single junto con la fecha de pre-orden del álbum el 22 de octubre de 2021.
Levenson y Miranda consideraron que era importante que la película jugara con el crédito "partitura de Jonathan Larson", por lo que se abastecieron de muchas canciones de los archivos de la Biblioteca del Congreso, incluyendo varias que nunca habían recibido un lanzamiento oficial. Incluye tres canciones de Superbia no incluidas en la banda sonora: "Ever After" (utilizada para subrayar la reunión del grupo de discusión), "LCD Readout" y "Sextet". Kurt Crowley lanzó un arreglo en solitario de esta última con la participación de Joshua Henry durante la pausa inducida por COVID en la producción de la película. Después de una considerable demanda por parte de los fans, el recién titulado "Sextet Montage" fue lanzado como sencillo el 4 de febrero de 2022 en honor al que habría sido el 62.º cumpleaños de Larson.
Una canción llamada "Debtor Club" subraya la escena en la que Jonathan invita a varios profesionales de la industria a su lectura. Se trata de una canción escrita originalmente para Boho Days, descrita como un tema "Tears-for-Fears-esco" que fue sustituido por "No More". La película también incluye tres canciones independientes de Larson: "Rhapsody", que suena de fondo en el recital de baile de Susan y sobre los créditos de la película; "Out of My Dreams", cubierta por Verónica Vázquez, que se puede escuchar cuando Jonathan se encuentra con Susan en el tejado; y "It Only Takes a Few", cubierta por The Mountain Goats, que suena sobre los créditos. De ellas, sólo "Out of My Dreams" y "It Only Takes a Few" fueron publicadas en la banda sonora de la película. Además, un jingle rechazado de la CNN que Larson escribió suena de fondo en el viaje en coche de Jonathan y Michael. Se hace referencia a la canción cortada "Sugar" cuando Jonathan canta un riff de ella a Ira Weitzman.
Como huevo de Pascua, Jonathan toca la melodía inicial de "One Song Glory" de Rent en un momento de la película.

## Estreno
El 10 de junio de 2021, se lanzó el primer tráiler de la película en línea, lo que confirmó que la película se estrenaría en Netflix y en cines seleccionados a finales de 2021. Tuvo su estreno mundial en el AFI Fest el 10 de noviembre de 2021. Fue estrenada por un tiempo limitado el 12 de noviembre de 2021, antes de su lanzamiento en streaming en Netflix el 19 de noviembre de 2021.

## Recepción
El filme recibió elogios por la crítica especializada, quienes destacaron la dirección, el guion, las canciones, la banda sonora, la coreografía y, sobre todo, la actuación de Andrew Garfield.

### Premios y nominaciones
| Premio                                                | Fecha                        | Categoría                             | Nominado(s)                      | Resultado | Referencias   |
| ----------------------------------------------------- | ---------------------------- | ------------------------------------- | -------------------------------- | --------- | ------------- |
| Detroit Film Critics Society                          | 6 de diciembre de 2021       | Mejor director                        | Lin-Manuel Miranda               | Ganador   | [ 23 ]        |
| Detroit Film Critics Society                          | 6 de diciembre de 2021       | Mejor actor                           | Andrew Garfield                  | Nominado  | [ 23 ]        |
| Detroit Film Critics Society                          | 6 de diciembre de 2021       | Mejor guion adaptado                  | Steven Levenson                  | Nominado  | [ 23 ]        |
| Detroit Film Critics Society                          | 6 de diciembre de 2021       | Mejor uso de música                   | Tick, Tick... Boom!              | Nominada  | [ 23 ]        |
| Washington D. C. Area Film Critics Association Awards | 6 de diciembre de 2021       | Mejor película                        | Tick, Tick... Boom!              | Nominada  | [ 24 ]        |
| Washington D. C. Area Film Critics Association Awards | 6 de diciembre de 2021       | Mejor actor                           | Andrew Garfield                  | Ganador   | [ 24 ]        |
| Washington D. C. Area Film Critics Association Awards | 6 de diciembre de 2021       | Mejor guion adaptado                  | Steven Levenson                  | Nominado  | [ 24 ]        |
| Washington D. C. Area Film Critics Association Awards | 6 de diciembre de 2021       | Mejor edición                         | Myron Kerstein y Andrew Weisblum | Ganadores | [ 24 ]        |
| Festival Internacional de Cine de Palm Springs        | 6 de enero de 2022           | Premio Desert Palm                    | Andrew Garfield                  | Ganador   | [ 25 ]        |
| Premios Globo de Oro                                  | 9 de enero de 2022           | Mejor película - Comedia o musical    | Tick, Tick... Boom!              | Nominada  | [ 26 ]        |
| Premios Globo de Oro                                  | 9 de enero de 2022           | Mejor actor - Comedia o musical       | Andrew Garfield                  | Ganador   | [ 26 ]        |
| Premios AACTA                                         | 26 de enero de 2022          | Mejor actor internacional             | Andrew Garfield                  | Nominado  | [ 27 ]        |
| Premios del Sindicato de Actores                      | 27 de febrero de 2022        | Mejor actor                           | Andrew Garfield                  | Nominado  | [ 28 ]        |
| Premios de la Asociación de Críticos de Hollywood     | 28 de febrero de 2022        | Mejor película                        | Tick, Tick... Boom!              | Nominado  | [ 29 ] [ 30 ] |
| Premios de la Asociación de Críticos de Hollywood     | 28 de febrero de 2022        | Mejor director                        | Lin-Manuel Miranda               | Nominado  | [ 29 ] [ 30 ] |
| Premios de la Asociación de Críticos de Hollywood     | 28 de febrero de 2022        | Mejor actor                           | Andrew Garfield                  | Ganador   | [ 29 ] [ 30 ] |
| Premios de la Asociación de Críticos de Hollywood     | 28 de febrero de 2022        | Mejor actor de reparto                | Robin de Jesús                   | Nominado  | [ 29 ] [ 30 ] |
| Premios de la Asociación de Críticos de Hollywood     | 28 de febrero de 2022        | Mejor guion adaptado                  | Steven Levenson                  | Nominado  | [ 29 ] [ 30 ] |
| Premios de la Asociación de Críticos de Hollywood     | 28 de febrero de 2022        | Mejor edición                         | Myron Kerstein y Andrew Weisblum | Nominado  | [ 29 ] [ 30 ] |
| Premios de la Asociación de Críticos de Hollywood     | 28 de febrero de 2022        | Mejor película debut                  | Lin-Manuel Miranda               | Ganador   | [ 29 ] [ 30 ] |
| Premios de la Asociación de Críticos de Hollywood     | 28 de febrero de 2022        | Mejor comedia o musical               | Tick, Tick... Boom!              | Ganador   | [ 29 ] [ 30 ] |
| Premios Eddie                                         | 5 de marzo de 2022           | Mejor edición - Comedia o musical     | Myron Kerstein y Andrew Weisblum | Ganador   | [ 31 ] [ 32 ] |
| American Film Institute Awards                        | 11 de marzo de 2022          | Top 10 películas del año              | Tick, Tick...Boom!               | Ganadora  | [ 33 ]        |
| Premios del Sindicato de Directores                   | 12 de marzo de 2022          | Mejor dirección en una película debut | Lin-Manuel Miranda               | Nominado  | [ 34 ]        |
| Premios de la Crítica Cinematográfica                 | 13 de marzo de 2022          | Mejor película                        | Tick, Tick... Boom!              | Nominado  | [ 35 ]        |
| Premios de la Crítica Cinematográfica                 | 13 de marzo de 2022          | Mejor actor                           | Andrew Garfield                  | Nominado  | [ 35 ]        |
| Premios Satellite                                     | 18 de marzo de 2022          | Mejor película - Comedia o musical    | Tick, Tick... Boom!              | Ganador   | [ 36 ]        |
| Premios Satellite                                     | 18 de marzo de 2022          | Mejor director                        | Lin-Manuel Miranda               | Nominado  | [ 36 ]        |
| Premios Satellite                                     | 18 de marzo de 2022          | Mejor actor - Musical o Comedia       | Andrew Garfield                  | Ganador   | [ 36 ]        |
| Premios Satellite                                     | 18 de marzo de 2022          | Mejor actor de reparto                | Robin de Jesús                   | Nominado  | [ 36 ]        |
| Premios Satellite                                     | 18 de marzo de 2022          | Mejor fotografía                      | Alice Brooks                     | Nominado  | [ 36 ]        |
| Premios Satellite                                     | 18 de marzo de 2022          | Mejor edición                         | Myron Kerstein y Andrew Weisblum | Nominado  | [ 36 ]        |
| Premios Satellite                                     | 18 de marzo de 2022          | Mejor sonido                          | Paul Hsu y Tod A. Maitland       | Ganador   | [ 36 ]        |
| Producers Guild of America Awards                     | 19 de marzo de 2022          | Mejor película                        | Julie Oh y Lin-Manuel Miranda    | Nominado  | [ 37 ]        |
| Premios WGA                                           | 20 de marzo de 2022          | Mejor guion adaptado                  | Steven Levenson                  | Nominado  | [ 38 ]        |
| Premios Óscar                                         | 27 de marzo de 2022          | Mejor actor                           | Andrew Garfield                  | Nominado  | [ 39 ]        |
| Premios Óscar                                         | 27 de marzo de 2022          | Mejor montaje                         | Myron Kerstein y Andrew Weisblum | Nominados | [ 39 ]        |
| GLAAD Media Awards                                    | 2 de abril/6 de mayo de 2022 | Mejor película - Estreno nacional     | Tick, Tick... Boom!              | Nominado  | [ 40 ]        |